# .tc
A .tc a Turks és Caicos-szigetek internetes legfelső szintű tartomány kódja, melyet 1997-ben hoztak létre.